# 劉子肅
劉子肅（1412年—？），字敬之，江西南昌府南昌縣人，民籍，明朝政治人物。進士出身。

## 生平
江西鄉試第十九名。景泰二年（1451年）辛未科會試第八十名，殿試登進士第二甲第三十九名。初授刑部主事，官福建按察司僉事。

## 家族
曾祖父劉頴。祖父劉叔謨。父亲劉季望。